# Endgerätemonopol

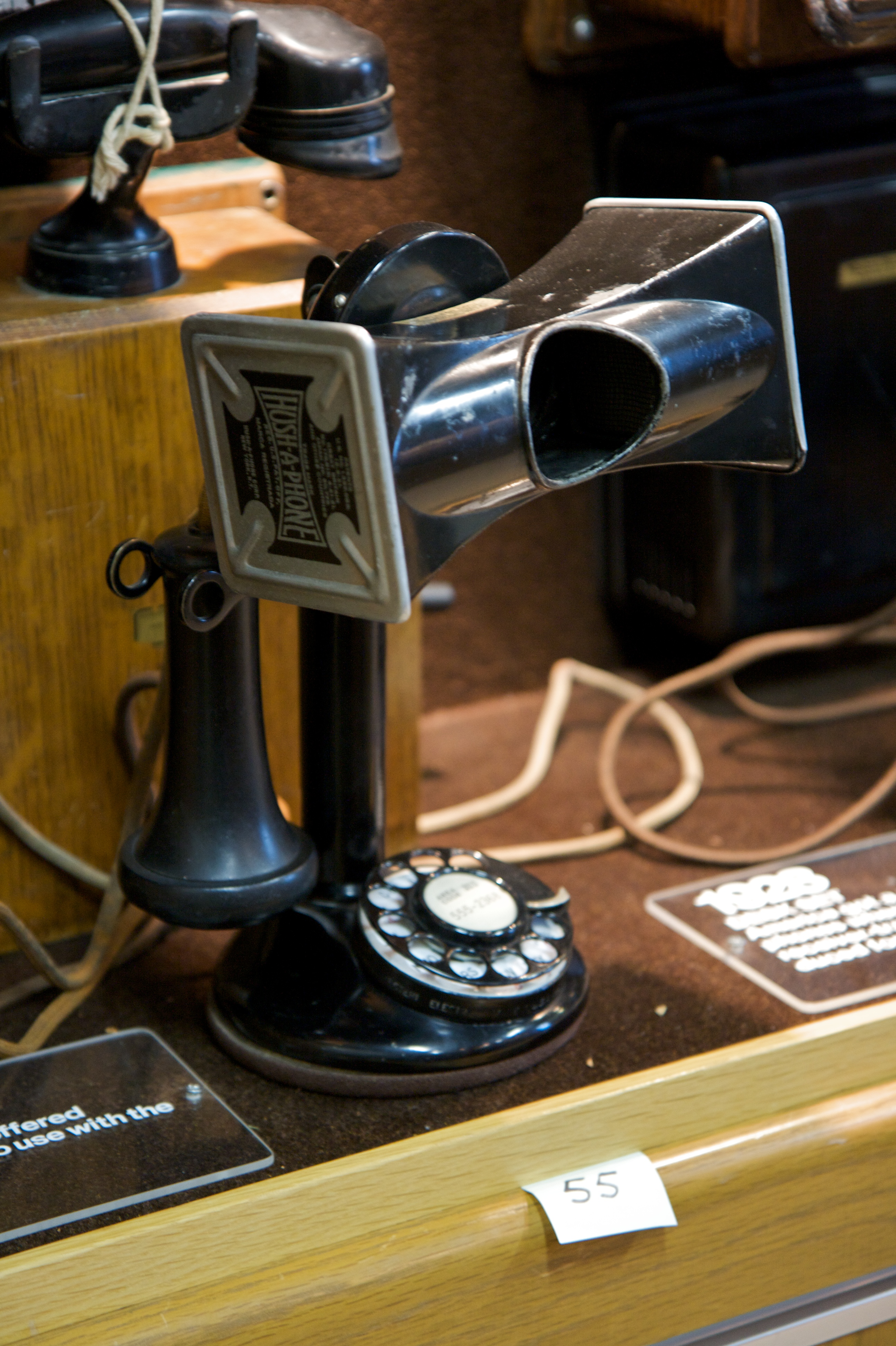
Hush-a-phone Mundstückaufsatz an einem AT&T-Telefon

Als Endgerätemonopol wird eine Situation bezeichnet, in der Endgeräte für die Telekommunikation ausschließlich von einem einzigen Anbieter bezogen werden können. Das Monopol kann durch gesetzliche Regelungen oder auch durch wirtschaftliche oder technische Fakten entstehen (wenn beispielsweise sämtliche Endgeräte fest und plombiert montiert werden). Das Endgerätemonopol ist (neben dem Dienstemonopol und dem Netzmonopol) ein Teil des Telekommunikationsmonopols.

## Geschichte

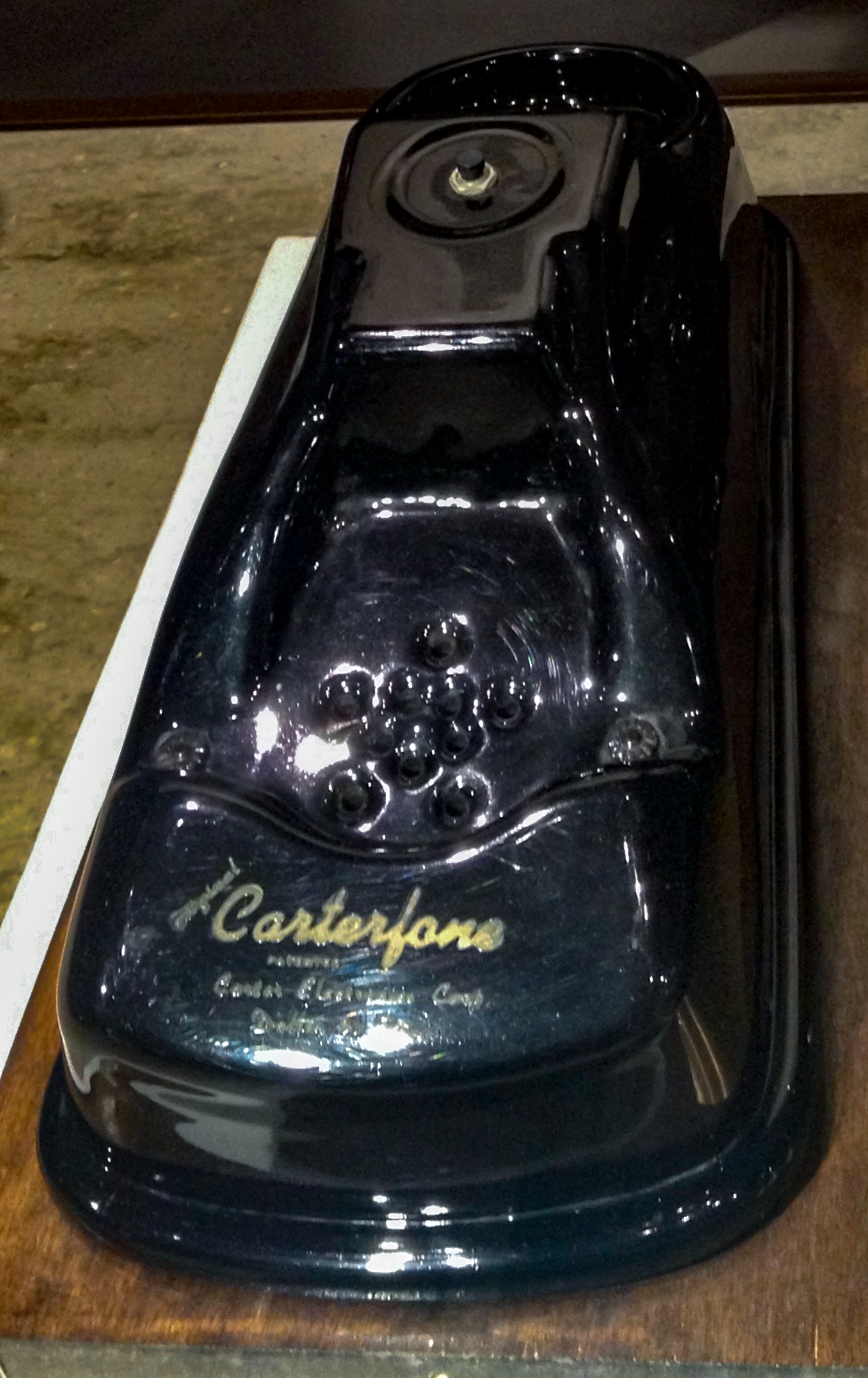
Carterfone (1959) zur Kopplung von Amateurfunk und Telefon über eine akustische Schnittstelle

Das Endgerätemonopol wurde in den meisten Staaten früher abgeschafft als das Dienstemonopol und das Netzmonopol. Der Grund hierfür ist, dass das Netzmonopol im Gegensatz zum Endgerätemonopol ein Natürliches Monopol ist. In den USA verfügte AT&T seit 1899 über das Telekommunikationsmonopol.

### USA
In einem weitbeachteten Urteil wurde AT&T 1956 verboten, die Nutzung von Hush-A-Phone zu behindern. Dies war ein Mundstückaufsatz, der die Audioqualität verbesserte und das Mithören Umstehender vermied. Damit konnten erstmals die gemieteten Telefone von AT&T durch Fremdgeräte mechanisch ergänzt werden.
Mit einer weiteren Entscheidung im Zusammenhang mit dem Carterfone erlaubte die FCC 1968 auch den direkten Anschluss von Geräten an das Telefonnetz. Damit endete das Endgerätemonopol in den USA und führte mittelbar zu Innovationen im Bereich von „Customer Premises Equipment“ (CPE) wie dem Fax, Anrufbeantworter und Modem.
Das Netzmonopol in den USA fiel dann 1984.

### Westdeutschland

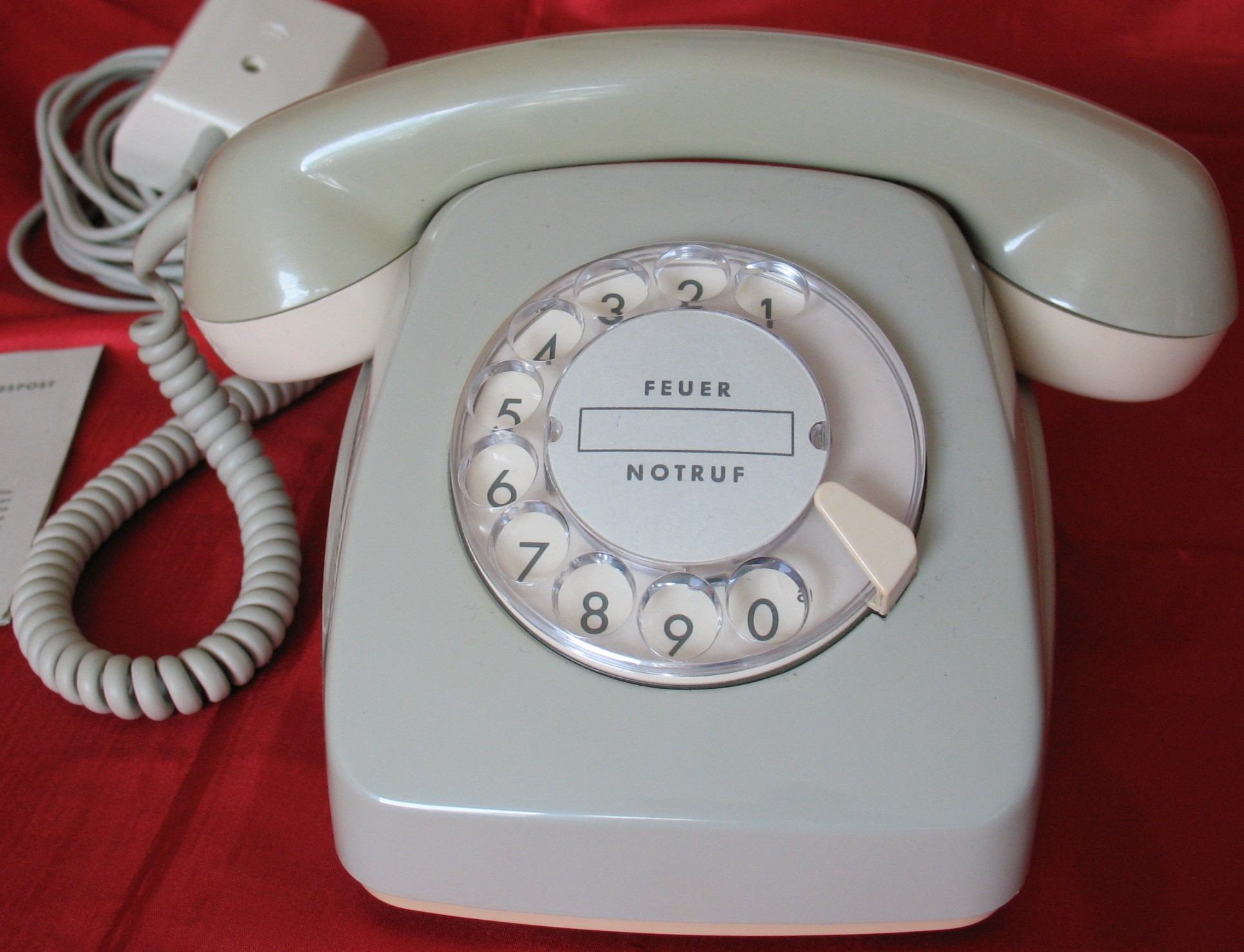
Endgerätemonopol: Fernsprechtischapparat der Deutschen Bundespost mit Verbinderdose

In Westdeutschland wurde in den 1970er Jahren nur in Teilbereichen (so dem in der Direktrufverordnung festgeschriebenen Modemmonopol der Deutschen Bundespost) Kritik geübt. In den 1980er Jahren wurde die Kritik lauter. Mit der Liberalisierung des Endgerätemarkts am 1. Juli 1989 endete das Endgerätemonopol aufgrund des Poststrukturgesetzes vom 8. Juni 1989. § 1, Abs. 2 (3) Fernmeldeanlagengesetz lautete nun: „Zugelassene Endeinrichtungen darf jedermann im Rahmen der zur Gewährleistung eines ordnungsgemäßen Fernmeldeverkehrs festgelegten Bedingungen errichten und betreiben“. Jedes Telekommunikationsgerät bedurfte einer Zulassung durch das Fernmeldetechnische Zentralamt in Darmstadt.

### Norwegen
In Norwegen büßte die Telegrafverket 1988 ihr Endgerätemonopol ein.

## Gründe für Endgerätemonopole
Die Monopole werden von Staaten in Zusammenarbeit mit den Netzbetreibern aus unterschiedlichen Gründen etabliert:
- Technische Sicherheit: Endgeräte sind mit den Vermittlungsanlagen des Telekommunikationsanbieters verbunden. Technische Mängel (z. B. Kurzschlüsse) können die Funktion der Vermittlungsanlagen beeinträchtigen oder diese gar beschädigen. Dies insbesondere in Verbindung mit der elektromechanischen Vermittlungstechnik. Bei der  digitalen Vermittlungstechnik spielt dies durch automatische Abschaltung keine Rolle mehr.
- Qualität: „Billige“ Endgeräte können Fehlfunktionen (wie schlechte Sprachqualität) aufweisen; diese soll durch das Monopol – gepaart mit einem hohen Qualitätsanspruch der vom Monopolisten angebotenen Geräte – vermieden werden.
- Wirtschaftliches Interesse: Das Monopol (oft Staatsmonopol) bedeutet Einnahmen für die Telekommunikationsanbieter. Diese kommen dem Staatshaushalt oder indirekt staatlichen Aufgaben zugute. Beispielsweise wurde in Deutschland lange Zeit der Briefdienst der Bundespost mit Einnahmen aus dem Telefongeschäft quersubventioniert.

### Ausnahmen in Deutschland
Bei privaten Telefonanlagen musste nur die jeweilige Zentraleinheit entsprechende Spezifikationen erfüllen, sie konnte aber durchaus direkt vom Hersteller bezogen werden. Durch die Spezifikation wurde eine Beeinträchtigung der öffentlichen Vermittlungseinrichtungen vermieden; im Gegenzug durften beliebige Endgeräte (mit Ausnahme von Zusatzeinrichtungen zur Übertragung von Daten) angeschlossen werden. Diese privaten Telefonanlagen stammten von DeTeWe, SEL, Siemens u. a. Diese Hersteller galten als Hoflieferanten der Bundespost.

## Umgehung
Schon immer wurden Endgeräte von technisch versierten Verbrauchern „schwarz“ angeschlossen. Diese stammen aus unterschiedlichen Quellen:
- Geräte, die ursprünglich für private Telefonanlagen hergestellt und z. B. gebraucht in den Handel gebracht wurden.
- Ausländische Geräte, die in den jeweiligen Ländern frei verkäuflich waren. Hierbei galt zudem, dass der Besitz solcher Geräte grundsätzlich gestattet war, lediglich der Anschluss an das öffentliche Netz war verboten. Daher konnte der private  „Import“ solcher Geräte nicht unterbunden werden.
- Selbst gebaute Geräte, die zu experimentellen Zwecken oder für bestimmte Komfortmerkmale angefertigt wurden.

Juristisch stellten solche „Schwarzinstallationen“ einen Verstoß gegen das Fernmeldeananlagengesetz dar und konnten mit hohen Strafen belegt werden. Diese hatten ursprünglich den Zweck, illegales Abhören zu bestrafen.
In der Praxis blieb es allerdings in der Regel ohne Folgen: Wenn die „schwarz“ installierten Geräte die Vermittlungsanlagen beeinträchtigten, wurde der Anschluss in der Praxis einfach automatisch abgeschaltet und funktionierte nach der „Reparatur“ durch den „Täter“ automatisch wieder.

## Datenfernübertragung
Bereits in den 1980er Jahren wuchs die wirtschaftliche Bedeutung der Datenfernübertragung. Die Technik entwickelte sich sehr schnell; neue Geräte waren oft nach Monaten schon überholt.
Diese Entwicklung fand in Deutschland praktisch nicht statt: Als in Ländern mit liberaleren Endgeräteregelungen analoge Modems längst Standard waren, wurden in Deutschland immer noch Akustikkoppler benutzt. Die von der Deutschen Bundespost vermieteten Modems waren – bedingt durch den langen und bürokratischen Zertifizierungsprozess – oft schon bei ihrem Erscheinen veraltet. Dazu hielten sie sich oft nicht an internationale Standards (wie die Hayes-Modemsprache) und die Mietpreise waren recht hoch.

### Politische und wirtschaftliche Gefahren
Vor diesem Hintergrund verwiesen Industrieverbände und Interessenvertretungen auf eine drohende Abkopplung Deutschlands von der DFÜ-Revolution. Gleichzeitig entwickelte sich ein politisches Klima, in dem nationale Alleingänge bei der Zulassung von IT-Hardware als Protektionismus galten; ein Ergebnis war die EU-Zulassung von Telefon-Endgeräten. Dennoch konnte sich zumindest in Deutschland der Routerzwang für Kabelmodems und einigen wenigen DSL-Anbietern bis 2016 halten.